# Camponotus mucronatus
Camponotus mucronatus är en myrart som beskrevs av Carlo Emery 1890. Camponotus mucronatus ingår i släktet hästmyror, och familjen myror.

## Underarter
Arten delas in i följande underarter:
- C. m. formaster
- C. m. hirsutinasus
- C. m. mucronatus
- C. m. santschii

## Bildgalleri

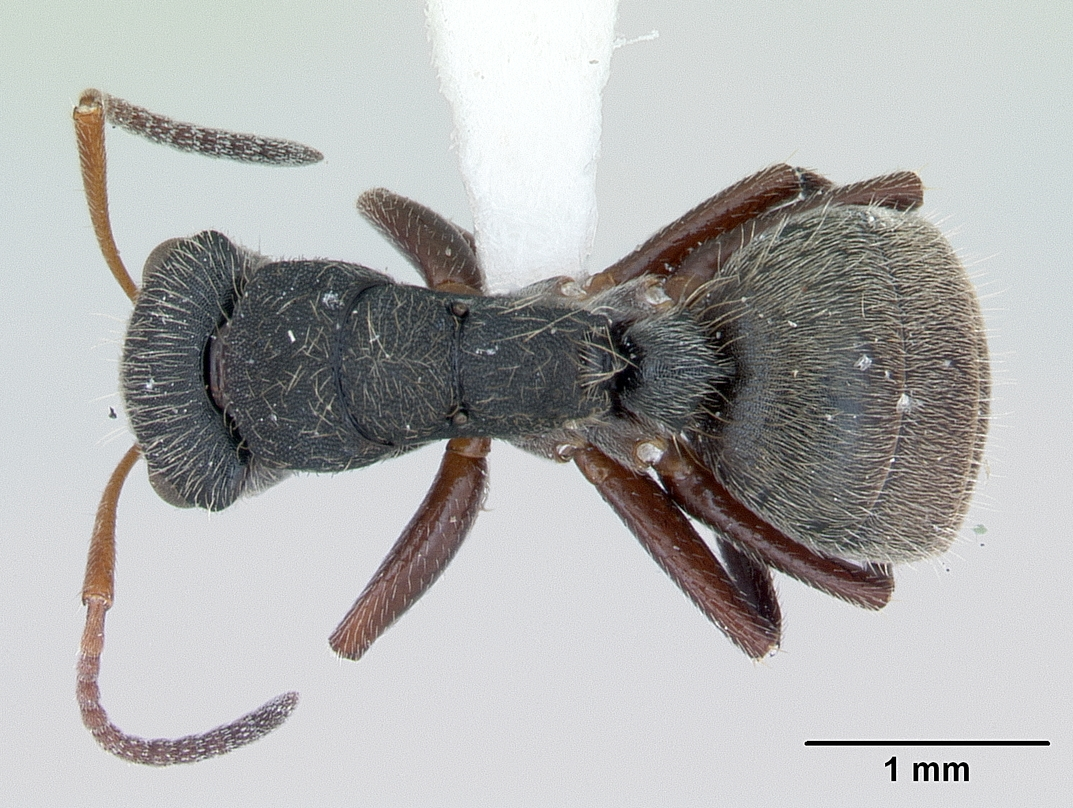
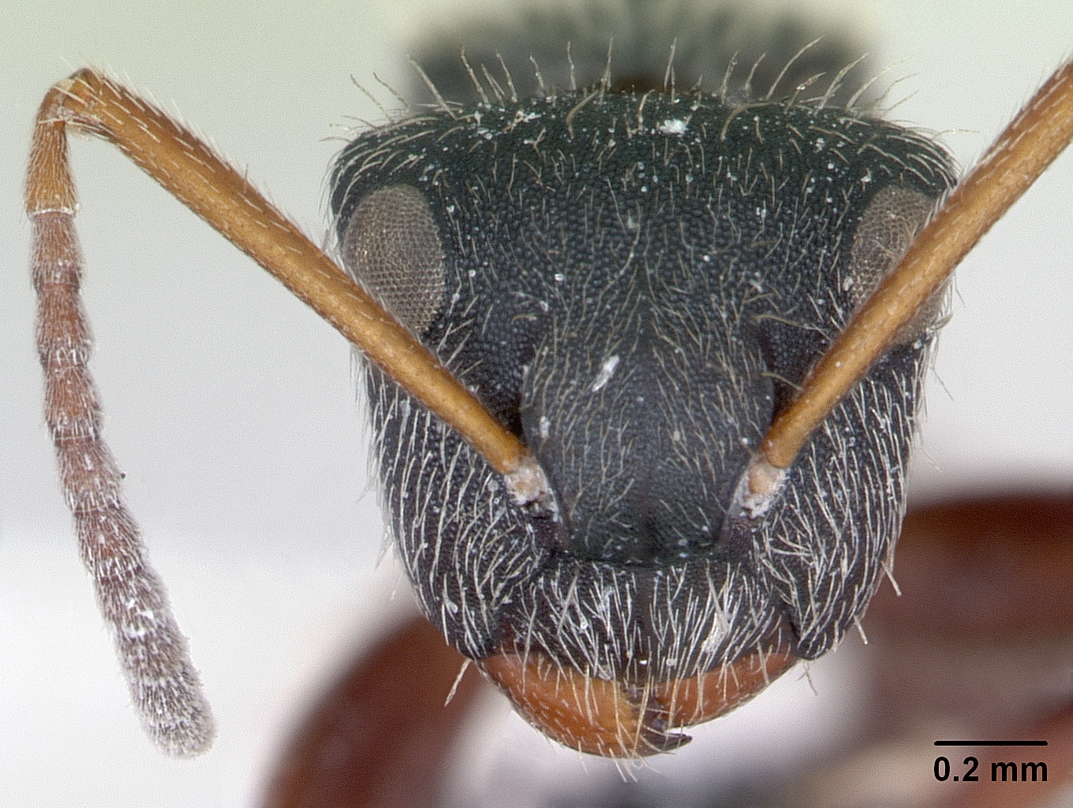
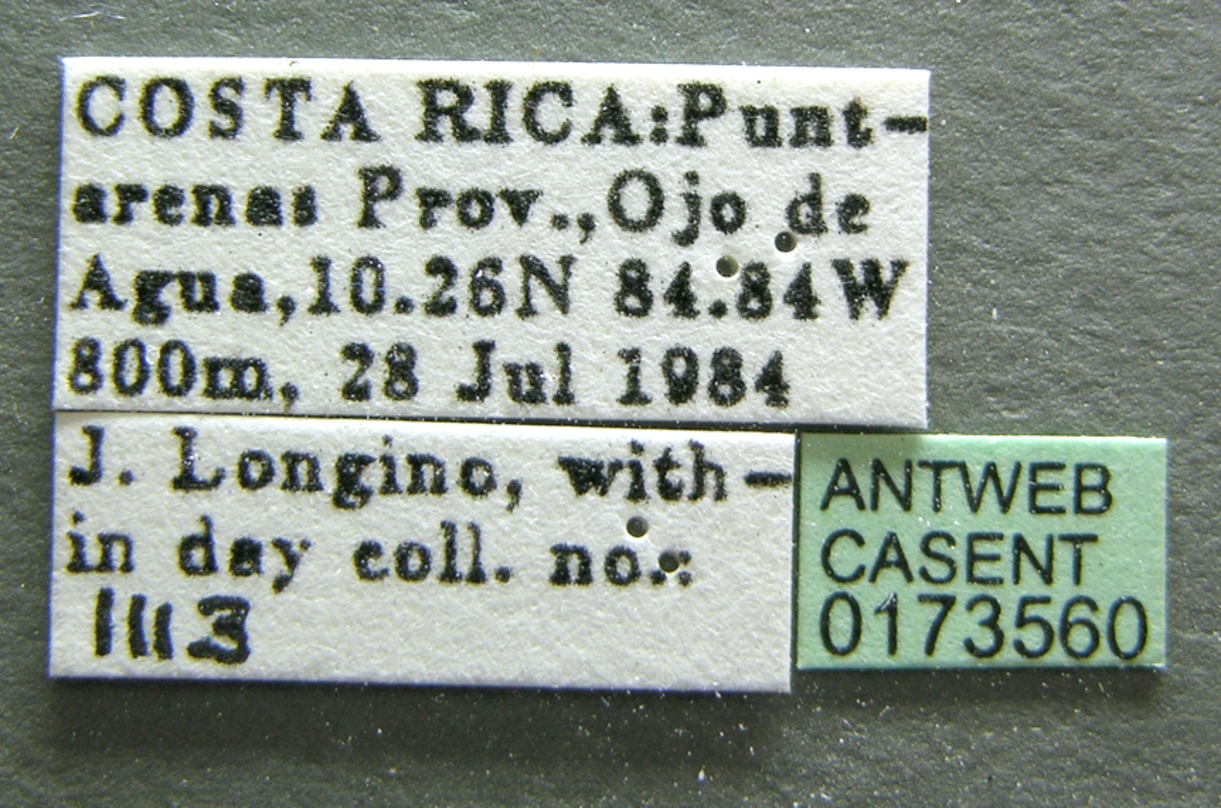
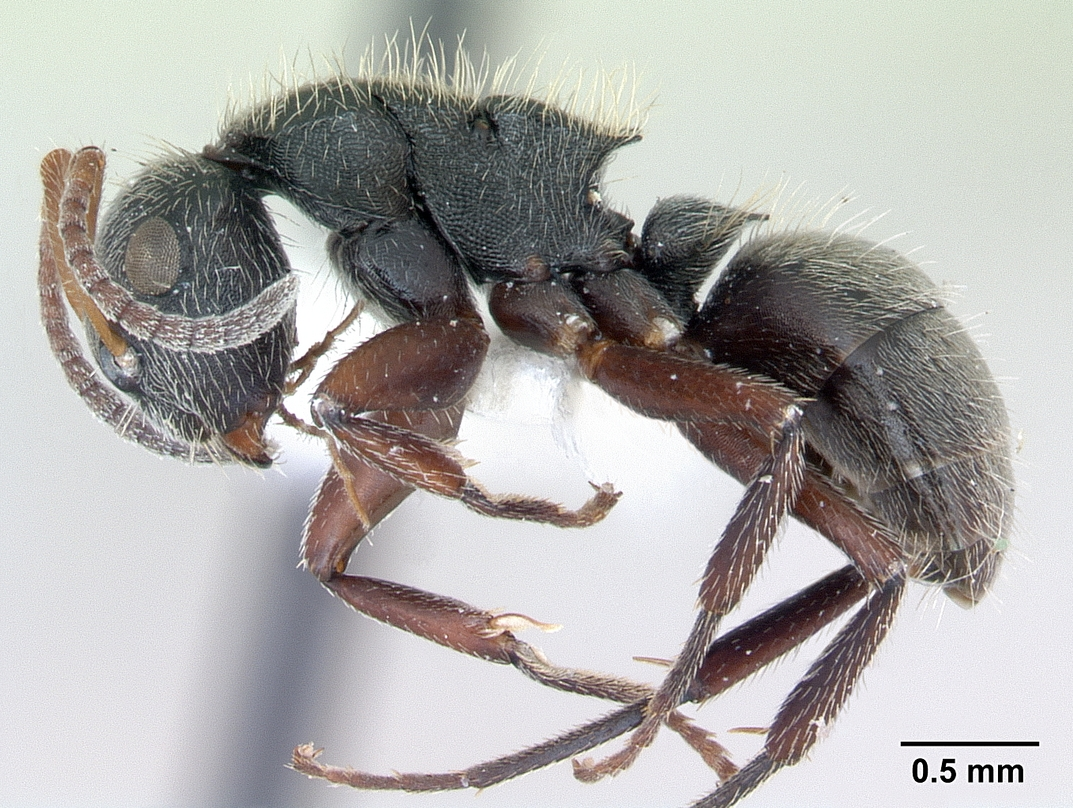
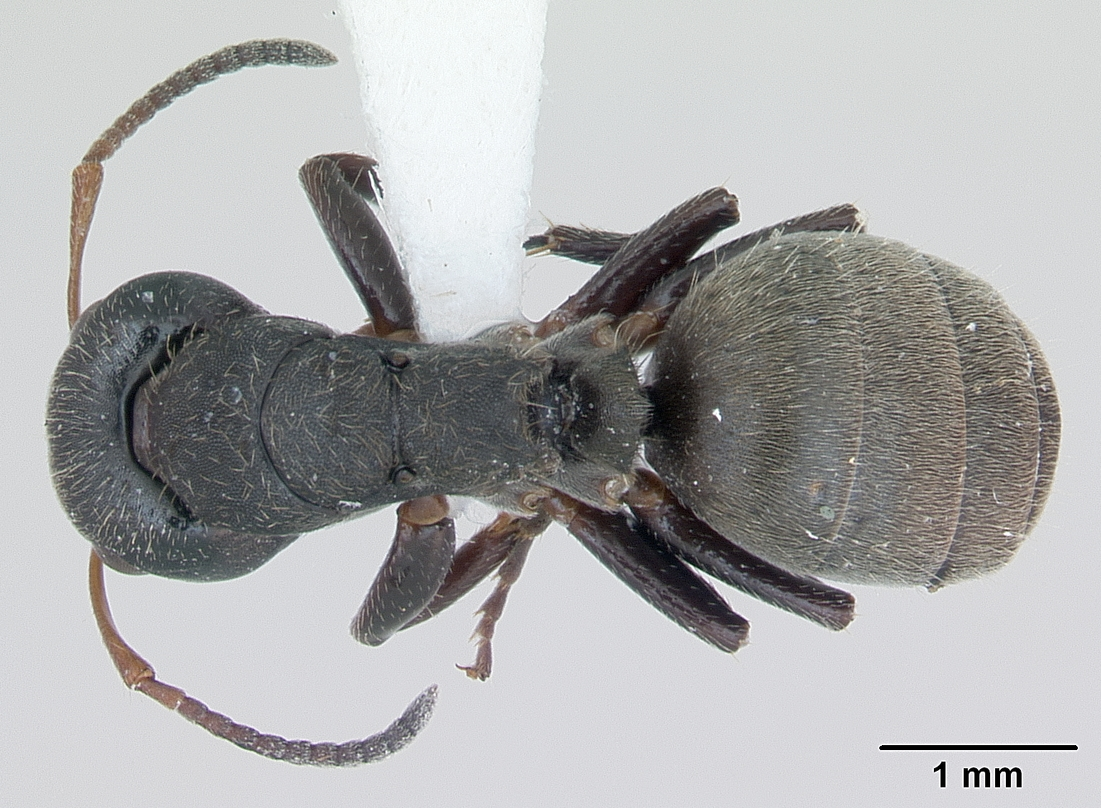
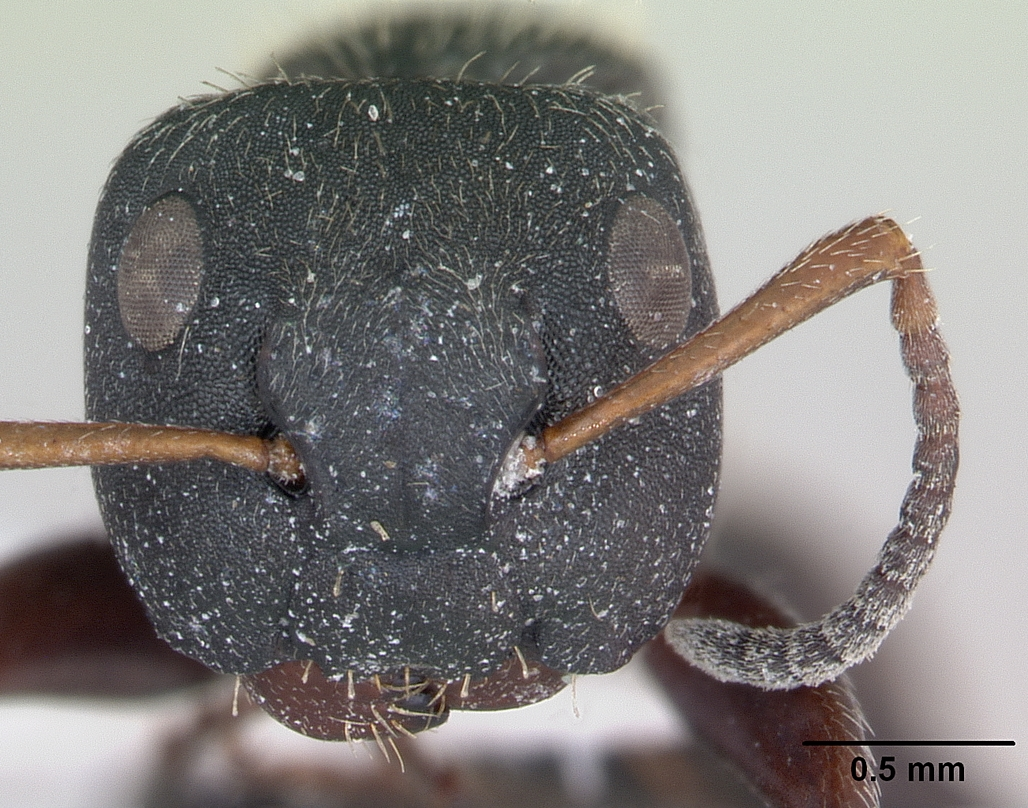